# Atractus typhon
Atractus typhon – gatunek węża z rodziny połozowatych (Colubridae), występujący w północno-zachodniej Ameryce Południowej.
Gatunek ten został opisany w 2009 roku przez Paulo Passosa, Jonha Jairo Mueses-Cisnerosa, Johna D. Lyncha i Ronaldo Fernandesa. Holotyp ICN 10901 (ICN−MHN − Instituto de Ciencias Naturales, Museo de Historia Natural) pochodził z Reserva Natural Biotopo Selva Húmeda (1°25′N 78°17′W/1,416667 -78,283333, około 600 m n.p.m.), gmina Barbacoas, departament Nariño w Kolumbii i został pozyskany w 2006 roku przez B. Cépedę i J.J. Mueses-Cisnerosa. 

## Morfologia
Jest to małej wielkości wąż o małej głowie koloru czarnego o długości około 13 mm i szerokości 6,2 mm. Część grzbietowa czerwonawo-jasnobrązowa z 39−40 czarnymi pasami o szerokości od 3 do 5 łusek, a część brzuszna kremowo-szara, nakrapiana czarnymi kwadratowymi plamami, ogon przeważnie czarny. Jego habitatem jest wilgotny las równikowy.
Wymiary:
|                        | Samiec  | Samica  |
| Długość całkowita (mm) | 438     | 436     |
| Długość SVL (mm)       | 370     | 349     |
| Łuski brzuszne         | 145–149 | 152–159 |